# Dana Gould
Dana Jonathan Gould (født 24. august 1964) er en amerikansk skuespiller og komiker.